# Mastaba de Shepseskaf
La mastaba de Shepseskaf o mastaba el-Faraun (en árabe, banco del faraón), nombre dado por los egipcios contemporáneos, es la tumba del faraón Shepseskaf, último gobernante de la cuarta dinastía. Esta tumba es un hito en la construcción de las tumbas reales del Imperio Antiguo. De hecho, desde la tercera dinastía cada faraón había construido un complejo monumental funerario cuya pirámide principal alcanzó durante la cuarta dinastía unas proporciones colosales y tal perfección geométrica que causó admiración desde los tiempos antiguos. 
Shepseskaf no sólo rompió con la elección de sus predecesores al construir el complejo funerario en Saqqara, la ruptura es mayor al edificar en el complejo funerario una gigantesca mastaba en lugar de una pirámide. Los egiptólogos lo han interpretado de diversas formas. Algunas teorías se inclinan hacia un complejo inconcluso a causa de la brevedad del reinado, lo que explicaría por qué la mayoría de los edificios son de adobes. Otros lo creen un cuestionamiento de la cosmogonía heliopolitana, y a la elección de la forma del monumento, que es una reproducción del primitivo santuario de Uadyet en Buto, es la de un enorme sarcófago que muestra la voluntad de acercarse al mito osiriaco. 
De todos modos, esta tumba se puede considerar una obra típica de la cuarta dinastía por la organización de las cámaras funerarias reales, la elección de los materiales de construcción, el revestimiento del monumento y el plan del complejo funerario en su conjunto.

## Exploración
La mastaba de el-Faraun fue descrita por primera vez por John Perring a mediados del siglo XIX. Karl Richard Lepsius visitó la tumba, pero no realizó ninguna investigación. La primera exploración fue realizada en 1858 por Auguste Mariette, y un análisis cuidadoso hubo de esperar hasta 1924, cuando Gustave Jéquier realizó un estudio metódico. Fue también Jéquier, gracias al hallazgo de un fragmento de estela, quien asignó el complejo a Shepseskaf, ya que anteriormente había sido adjudicado erróneamente a Unis, el último gobernante de la Dinastía V.

## Complejo funerario

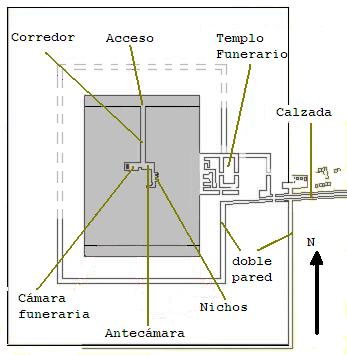
Plano del complejo funerario de Shepseskaf.

El complejo adopta el patrón clásico desarrollado por los gobernantes de la cuarta dinastía, con un Templo del Valle y una calzada que lo une a un Templo funerario situado junto a la tumba real. El Templo del Valle aún no se ha localizado, ni ha sido objeto de búsqueda.
La primera originalidad de este complejo reside en la doble pared de ladrillos de adobe, que delimita dos espacios, situada a una distancia de unos cincuenta metros. El camino cruza el primer recinto para alcanzar el templo funerario, situado junto a la monumental mastaba y está rodeado por el segundo recinto. 
La segunda originalidad se encuentra en la dirección de la calzada, alineada hacia el sur en lugar de seguir el eje del monumento. Esta ruta no es recta, tras su primer tramo gira hacia el norte, en dirección al perdido Templo del Valle.

### Templo funerario
El templo funerario o templo superior es más conocido. Adjunto a la tumba real, al igual que en otros complejos de la dinastía, tenía una cámara donde se realizaban los ritos de purificación antes de la presentación de ofrendas en las cámaras de culto del difunto faraón, en la parte trasera del edificio y una puerta falsa. Un sistema de drenaje es visible en el lugar, y la pared norte del templo mantiene restos de una decoración de fachada de palacio, lo que no se daba desde tiempos de Dyeser. 
Además, el templo funerario y su recinto cuenta con doble acceso: el tradicional por la calzada procesional, en este caso desde el sur, y otro en el eje oriental del complejo. Este hecho sugiere un cambio en el culto, porque no hay este doble acceso en otros templos. El plano es comparable con el Templo del Valle de Menkaura, y es precisamente esta semejanza la que introduce dudas sobre la función final de la construcción. Otro punto que rompe con los templos funerarios de sus predecesores es que incluye una sala que contiene una puerta falsa, sin embargo no hay una sala para el culto con nichos. Este cambio pone de manifiesto, según determinadas hipótesis, que este monumento se construyó en respuesta a obligaciones teológicas diferentes de las adoptadas por la mayoría de los soberanos de la cuarta dinastía. 
Además, si bien el templo de culto está construido en piedra el resto se terminó en adobe, un hecho que podría confirmar que la muerte del rey llegó a interrumpir la construcción del complejo funerario que luego fue acabado por su esposa Jentkaus I o por su sucesor, ya de la dinastía V. 
Los restos de estatuas de Shepseskaf encontrados se conservan en el Museo Egipcio de El Cairo.

### Mastaba

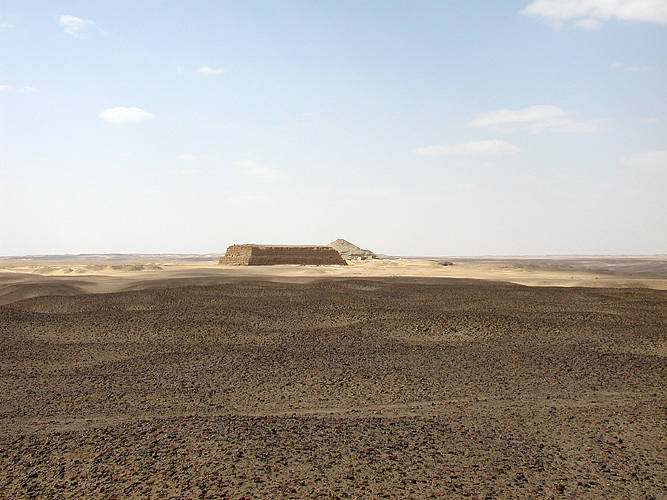
Mastaba de Shepseskaf.

La mastaba, con dos alturas y construida con bloques de piedra caliza local, tiene una longitud de 99,60 metros y una anchura de 74,40 m. Su altura actual es de unos 18 metros y el ángulo de inclinación de aproximadamente 70 °. La mampostería es de piedra arenisca roja, similar a la utilizada en la Pirámide Roja de Seneferu. Entre los restos conservados aún se puede observar que la capa inferior es de granito rosa y la superior está recubierta de piedra caliza de Tura, una construcción similar a las pirámides de sus predecesores. La mastaba el-Faraun fue la primera de las tumbas reales localizadas en Saqqara Norte, y está en consonancia con los edificios de la cuarta dinastía, tanto por la calidad de los materiales como su tamaño habitual. 
Orientada según un eje norte-sur, la construcción tenía una cubierta curva como la representación convencional de una tumba en los relieves antiguos y los jeroglíficos. Parece que el diseño rectangular fue tomado de la apariencia de la primitiva capilla del santuario de Buto, de una tumba de época tinita, o que imitase la forma de un sarcófago monumental. Los egiptólogos se inclinan por la tercera opción de forma mayoritaria.

#### Descripción

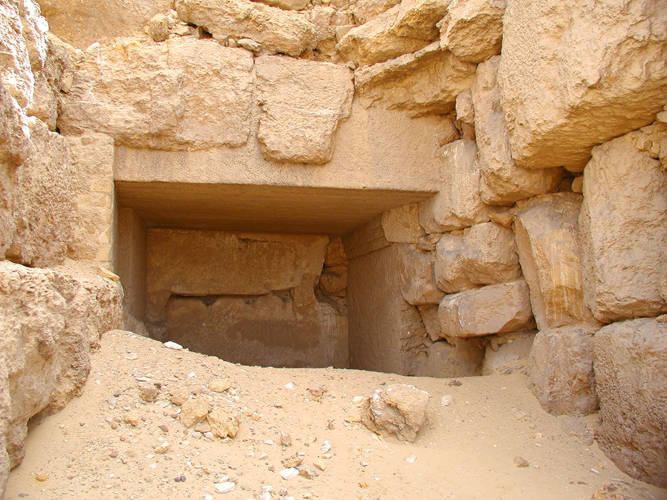
Acceso al subterráneo.

El pasaje subterráneo, cuyo acceso sigue la tradición, está sobre la cara norte del monumento y repite el que existe en la tumba de Menkaura, simplificándolo y prestando un planteamiento más coherente. El conjunto fue edificado con mampostería de granito rojo de Asuán, en un hoyo de siete metros de profundidad excavado en la meseta de piedra caliza existente en el lugar. Esta disposición recuerda las grandes excavaciones de Zauiet el-Aryan o de Abu Roash aunque a una escala menos espectacular.
Un primer corredor con una inclinación de 23° 30’ profundiza cerca de veinte metros en el monumento, desembocando en otro que se cierra con tres bloques de granito. Luego continúa su trayecto en horizontal una veintena de metros para acabar en la antecámara de la tumba, construida sobre un eje este-oeste situada en el centro del monumento. Esta antesala mide poco más de tres metros de ancho y ocho de largo y está cubierta con un sistema de losas monolíticas dispuestas como vigas. La cámara funeraria real, con un ancho de cuatro metros por casi ocho, se encuentra al oeste, mientras que al sudeste de la antecámara otro corredor de diez metros de largo tiene seis nichos de dos metros y medio de profundidad, cuya finalidad era acoger el ajuar funerario del faraón. Al explorarlo, se encontraron restos de un sarcófago con decoración de fachada de palacio y con un collar similar al del sarcófago Menkaura. 
El subterráneo está techado con bloques de granito dispuestos también como vigas, alcanzando casi seis metros de altura y cuyo sofito se recortó en curva, dándole el aspecto de una bóveda. Esta particularidad también se encuentra en la cámara funeraria de Menkaura, en Guiza.

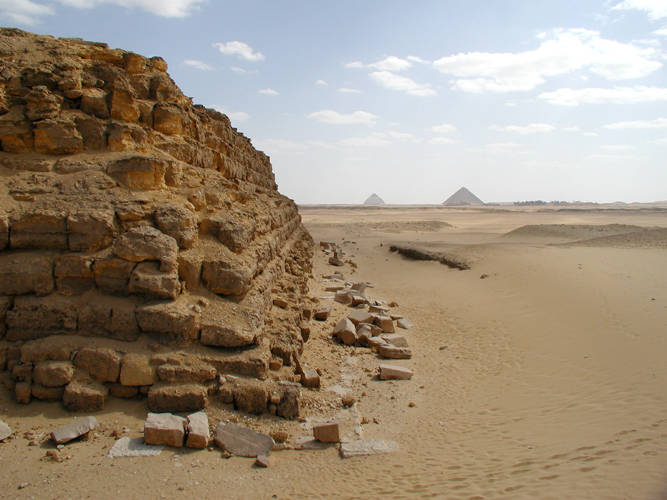
Esquina noroeste.

En las inscripciones oficiales que hablan del complejo funerario de Shepseskaf se emplea sistemáticamente el determinativo mar, el que designa a la pirámide. Las cámaras de esta tumba son por otra parte similares a las de una pirámide: Los materiales empleados son, en tamaño y calidad, como los utilizados para la edificación de las pirámides de Guiza. El complejo incorpora los elementos esenciales de los complejos piramidales, con Templo del Valle, calzada procesional y Templo Funerario junto al cenotafio real. Todo parece indicar que Shepseskaf tenía la intención de hacerse construir una pirámide aunque la elección del lugar señala una verdadera ruptura con la necrópolis dinástica tradicional.
Sin embargo, estos hechos parecen contradecirse con los resultados de los estudios realizados sobre el monumento desde Mariette hasta Hawass pasando por Gustave Jéquier, quien fue el primero en levantar un plano completo. En efecto, estos trabajos demuestran que no hubo cambios durante la edificación del monumento y que se acabó apresuradamente; en particular, por lo que se refiere al templo funerario y su doble recinto, su plano había estado previsto desde el principio tal como lo conocemos hoy. Más bien las diferencias notorias y sin precedentes en el plano del templo funerario incitan a pensar que hubo por parte del faraón una voluntad deliberada de ralentizar su construcción y de que no se asociase a la empresa titánica de sus antecesores y a la teología que lo sostenía. Su muerte, seguramente prematura, se produjo cuando la construcción subterránea y el monumento principal del complejo estaban a punto de concluir y el templo funerario en construcción.
Shepseskaf recibió culto hasta el final de la sexta dinastía, y se reactivó en el Imperio Medio tras la etapa de anarquía del primer período intermedio.